# المنبطح
المنبطح إحدى قرى مركز الحسنة التابع لمحافظة شمال سيناء بجمهورية مصر العربية.